# Злочинність у Росії
Злочинність в Росії — це сукупність злочинів, скоєних на території Росії за певний період часу. Характеризується показниками рівня (кількості скоєних злочинів), їх структури і динаміки.

## Злочинність за даними Держкомстату та МВС
У таблиці нижче вказано кількість злочинів (в тисячах випадків) в Росії, за даними Держкомстату та МВС РФ.
| рік                                                                  | 1985   | 1986   | 1987     | 1988     | 1989     | 1990     | 1991     | 1992   | 1993   | 1994   | 1995   | 1996   | 1997   | 1998   | 1999   | 2000   | 2001   | 2002   | 2003   | 2004   | 2005   | 2006   | 2007   | 2008   | 2009   | 2010   | 2011   |
| -------------------------------------------------------------------- | ------ | ------ | -------- | -------- | -------- | -------- | -------- | ------ | ------ | ------ | ------ | ------ | ------ | ------ | ------ | ------ | ------ | ------ | ------ | ------ | ------ | ------ | ------ | ------ | ------ | ------ | ------ |
| Чисельність населення, млн осіб.                                     | 142,5  | 143,8  | 145,3    | 146,5    | 147,0    | 147,7    | 148,3    | 148,5  | 148,6  | 148,4  | 148,4  | 148,3  | 148,0  | 147,8  | 147,5  | 146,9  | 146,3  | 145,2  | 145,0  | 144,3  | 143,8  | 143,2  | 142,8  | 142,8  | 142,7  | 142,9  | 142,9  |
| Зареєстровано злочинів — всього (тисяч)                              | 1416,9 | 1338,4 | 1185,914 | 1220,361 | 1619,181 | 1839,451 | 2167,964 | 2760,7 | 2799,6 | 2632,7 | 2755,7 | 2625,1 | 2397,3 | 2581,9 | 3001,7 | 2952,4 | 2968,3 | 2526,3 | 2756,4 | 2893,8 | 3554,7 | 3855,4 | 3582,5 | 3209,9 | 2994,8 | 2628,8 | 2404,8 |
| в тому числі:                                                        |        |        |          |          |          |          |          |        |        |        |        |        |        |        |        |        |        |        |        |        |        |        |        |        |        |        |        |
| вбивство і замах на вбивство                                         | 12,2   | 9,4    | 9,199    | 10,572   | 13,543   | 15,566   | 16,122   | 23,0   | 29,2   | 32,3   | 31,7   | 29,4   | 29,3   | 29,6   | 31,1   | 31,8   | 33,6   | 32,3   | 31,6   | 31,6   | 30,8   | 27,5   | 22,2   | 20,1   | 17,7   | 15,6   | 14,3   |
| умисне заподіяння тяжкої шкоди здоров'ю                              |        |        | 20,1     | 26,639   | 36,872   | 40,962   | 41,195   | 53,9   | 66,9   | 67,7   | 61,7   | 53,4   | 46,1   | 45,2   | 47,7   | 49,8   | 55,7   | 58,5   | 57,1   | 57,4   | 57,9   | 51,4   | 47,3   | 45,4   | 43,1   | 39,7   | 38,5   |
| зґвалтування і замах на зґвалтування                                 | 12,9   | 12,2   | 10,902   | 11,560   | 14,597   | 15,010   | 14,073   | 13,7   | 14,4   | 14,0   | 12,5   | 10,9   | 9,3    | 9,0    | 8,3    | 7,9    | 8,2    | 8,1    | 8,1    | 8,8    | 9,2    | 8,9    | 7,0    | 6,2    | 5,4    | 4,9    | 4,8    |
| грабіж                                                               |        |        | 30,441   | 43,822   | 75,22    | 83,306   | 101,956  | 164,9  | 184,4  | 148,5  | 140,6  | 121,4  | 112,1  | 122,4  | 139,0  | 132,4  | 148,8  | 167,3  | 198,0  | 251,4  | 344,4  | 357,3  | 295,1  | 244,0  | 205,4  | 164,5  | 127,8  |
| розбій                                                               |        |        | 5,656    | 8,118    | 14551    | 16,514   | 18,311   | 30,4   | 40,2   | 37,9   | 37,7   | 34,6   | 34,3   | 38,5   | 41,1   | 39,4   | 44,8   | 47,1   | 48,7   | 55,4   | 63,7   | 59,8   | 45,3   | 35,4   | 30,1   | 24,5   | 20,1   |
| крадіжка                                                             |        |        | 364,511  | 478,913  | 754,824  | 913,076  | 1240,636 | 1650,9 | 1579,6 | 1314,8 | 1367,9 | 1207,5 | 1054,0 | 1143,4 | 1413,8 | 1310,1 | 1273,2 | 926,8  | 1150,8 | 1276,9 | 1573,0 | 1677,0 | 1567,0 | 1326,3 | 1188,6 | 1108,4 | 1038,6 |
| тероризм, одиниць                                                    |        |        |          |          |          |          |          |        |        |        |        |        |        |        |        |        |        |        |        |        | 203    | 112    | 48     | 10     | 15     | 31     | 29     |
| злочини, пов'язані з незаконним обігом наркотиків                    | 15,8   | 21,6   | 18,534   | 12,553   | 13,446   | 16,255   | 19,321   | 29,8   | 53,2   | 74,8   | 79,9   | 96,8   | 184,8  | 190,1  | 216,4  | 243,6  | 241,6  | 189,6  | 181,7  | 150,1  | 175,2  | 212,0  | 231,2  | 232,6  | 238,5  | 222,6  | 215,2  |
| хуліганство                                                          | 143,1  | 123,2  | 96,472   | 81,684   | 99,881   | 107,435  | 106,583  | 120,9  | 158,4  | 190,6  | 191,0  | 181,3  | 129,5  | 131,1  | 128,7  | 125,1  | 135,2  | 133,2  |        |        |        |        |        |        |        |        |        |
| порушення правил дорожнього руху і експлуатації транспортних засобів | 74,1   | 74,1   | 70,9     | 80,1     | 93,8     | 96,3     | 95,6     | 90,1   | 51,7   | 51,2   | 50,0   | 47,7   | 48,0   | 52,4   | 53,7   | 52,7   | 54,5   | 56,8   | 53,6   | 26,5   | 26,6   | 26,3   | 25,6   | 24,3   | 27,5   | 26,3   | 27,3   |
| з них спричинили необережно смерть людини, двох або більше осіб      | 11,9   | 10,3   | 9,2      | 11,4     | 14,8     | 15,9     | 17,1     | 17,5   | 17,0   | 15,8   | 14,4   | 13,1   | 13,2   | 14,4   | 15,1   | 15,4   | 15,5   | 16,1   | 17,6   | 16,0   | 15,7   | 15,8   | 15,5   | 13,6   | 10,6   | 10,3   | 10,9   |
| хабарництво                                                          |        |        | 4,155    | 2,462    | 2,195    | 2,691    | 2,534    |        |        |        |        |        |        |        |        |        |        |        |        |        | 9,8    | 11,1   | 11,6   | 12,5   | 13,1   | 12,0   | 11,0   |

### Рівень убивств в Росії по регіонах
Таблиця містить кількість вбивств на 100 000 чоловік по суб'єктах Російської Федерації.
| Суб'єкт федерації                           | 2005 | 2006 | 2007 | 2008 | 2009 | 2010 | 2014 |
| ------------------------------------------- | ---- | ---- | ---- | ---- | ---- | ---- | ---- |
|                                             |      |      |      |      |      |      |      |
| Центральний ФО                              | 17,7 | 15,6 | 13,3 | 11,5 | 9,6  | 8,2  | 6,6  |
| Білгородська область                        | 11,0 | 9,9  | 7,9  | 6,6  | 5,6  | 5,5  | 4,8  |
| Брянська область                            | 16,7 | 13,0 | 13,1 | 12,1 | 10,5 | 10,1 | 8,5  |
| Володимирська область                       | 23,7 | 18,1 | 14,8 | 12,3 | 12,3 | 11,7 | 10,8 |
| Воронезька область                          | 13,0 | 10,9 | 9,3  | 7,9  | 6,7  | 6,0  | 4,9  |
| Івановська область                          | 23,9 | 18,8 | 18,6 | 14,7 | 14,6 | 10,4 | 6,2  |
| Калузька область                            | 17,3 | 17,3 | 15,6 | 13,5 | 13,9 | 11,5 | 7,8  |
| Костромська область                         | 19,0 | 18,8 | 19,1 | 15,1 | 12,1 | 8,1  | 5,8  |
| Курська область                             | 13,9 | 11,1 | 9,4  | 8,9  | 8,7  | 6,4  | 5,1  |
| Липецька область                            | 11,7 | 10,6 | 11,0 | 10,3 | 9,2  | 8,7  | 8,5  |
| Московська область                          | 25,0 | 21,4 | 19,2 | 15,3 | 12,9 | 11,0 | 10,7 |
| Орловська область                           | 17,6 | 18,4 | 12,9 | 12,0 | 9,9  | 7,5  | 4,7  |
| Рязанська область                           | 20,8 | 13,9 | 13,1 | 8,2  | 11,0 | 8,3  | 3,4  |
| Смоленська область                          | 19,0 | 18,8 | 11,4 | 12,5 | 13,1 | 9,5  | 9,0  |
| Тамбовська область                          | 15,6 | 13,2 | 9,2  | 8,9  | 8,5  | 7,3  | 6,2  |
| Тверська область                            | 25,0 | 29,5 | 15,9 | 16,1 | 12,1 | 11,4 | 11,9 |
| Тульська область                            | 21,6 | 19,4 | 13,6 | 13,1 | 13,1 | 10,0 | 8,0  |
| Ярославська область                         | 19,4 | 16,6 | 14,6 | 13,8 | 8,9  | 7,6  | 6,9  |
| Москва                                      | 12,8 | 11,4 | 10,5 | 9,4  | 6,0  | 5,5  | 3,5  |
| Північно-Західний ФО                        | 21,8 | 19,8 | 16,6 | 14,8 | 13,3 | 11,5 | 8,3  |
| Республіка Карелія                          | 23,3 | 18,8 | 18,0 | 14,2 | 13,5 | 10,7 | 11,8 |
| Республіка Комі                             | 34,8 | 32,4 | 21,0 | 18,1 | 16,5 | 15,5 | 17,2 |
| Архангельська область                       | 25,0 | 21,7 | 18,7 | 17,1 | 13,9 | 12,8 | 14,1 |
| Ненецький автономний округ                  | 31,0 | 28,6 | 31,0 | 40,5 | 19,0 | 21,3 | 16,2 |
| Вологодська область                         | 21,4 | 17,6 | 14,5 | 13,1 | 14,8 | 12,0 | 6,0  |
| Калінінградська область                     | 12,5 | 13,5 | 14,4 | 11,1 | 10,2 | 10,0 | 8,5  |
| Ленінградська область                       | 28,1 | 27,7 | 22,3 | 19,2 | 17,4 | 15,6 | 9,5  |
| Мурманська область                          | 14,8 | 11,2 | 10,0 | 9,4  | 7,4  | 9,0  | 6,1  |
| Новгородська область                        | 18,8 | 19,1 | 17,5 | 16,4 | 17,8 | 14,8 | 13,0 |
| Псковська область                           | 20,6 | 15,3 | 16,3 | 14,0 | 12,8 | 10,3 | 9,9  |
| Санкт-Петербург                             | 19,6 | 18,2 | 15,1 | 14,1 | 11,7 | 9,3  | 4,8  |
| Південний ФО                                | 14,1 | 13,7 | 9,9  | 8,9  | 8,8  | -    | 5,3  |
| Республіка Адигея                           | 11,3 | 13,3 | 7,7  | 10,0 | 11,5 | 6,1  | 4,7  |
| Республіка Калмикія                         | 33,1 | 30,5 | 19,5 | 12,3 | 18,3 | 12,0 | 8,8  |
| Краснодарський край                         | 11,6 | 11,9 | 8,6  | 7,8  | 7,0  | 7,6  | 6,2  |
| Астраханська область                        | 21,8 | 19,1 | 17,5 | 12,3 | 10,1 | 10,7 | 2,7  |
| Волгоградська область                       | 15,9 | 20,9 | 11,4 | 10,7 | 11,1 | 10,0 | 6,9  |
| Ростовська область                          | 13,8 | 11,6 | 8,6  | 8,4  | 7,6  | 7,1  | 3,9  |
| Північно-Кавказький ФО (з 2010)             | -    | -    | -    | -    | -    | 8,2  | 4,5  |
| Республіка Дагестан                         | 7,6  | 9,2  | 6,4  | 6,4  | 7,5  | 10,8 | 5,5  |
| Республіка Інгушетія                        | 11,4 | 12,1 | 14,2 | 16,4 | 19,9 | 11,8 | 3,3  |
| Республіка Кабардино-Балкарія               | 9,9  | 5,7  | 9,5  | 7,7  | 5,6  | 10,6 | 2,0  |
| Карачаєво-Черкесія                          | 16,8 | 13,7 | 16,8 | 10,3 | 12,6 | 11,0 | 6,6  |
| Республіка Північна Осетія-Аланія           | 13,6 | 15,9 | 10,3 | 11,1 | 10,0 | 7,1  | 3,8  |
| Республіка Чечня                            | 36,1 | 21,5 | 11,5 | 9,1  | 12,0 | 8,0  | 1,7  |
| Ставропольський край                        | 12,0 | 13,0 | 10,4 | 8,8  | 7,8  | 8,2  | 5,8  |
| Приволзький ФО                              | -    | -    | -    | -    | -    | 9,4  | 8,1  |
| Республіка Башкортостан                     | 14,2 | 13,3 | 12,0 | 10,6 | 10,5 | 9,9  | 8,9  |
| Республіка Марій-Ел                         | 21,8 | 22,2 | 18,0 | 18,9 | 16,4 | 16,6 | 10,6 |
| Республіка Мордовія                         | 16,5 | 14,9 | 10,7 | 7,9  | 8,4  | 5,4  | 6,0  |
| Республіка Татарстан                        | 13,3 | 11,3 | 9,2  | 8,7  | 7,8  | 7,3  | 6,6  |
| Республіка Удмуртія                         | 20,4 | 17,8 | 14,0 | 14,6 | 9,9  | 9,6  | 10,7 |
| Республіка Чувашія                          | 13,5 | 11,8 | 10,0 | 10,1 | 8,3  | 8,0  | 6,6  |
| Пермський край                              | 35,2 | 28,5 | 22,8 | 19,9 | 20,8 | 16,7 | 16,1 |
| Кіровська область                           | 16,4 | 10,4 | 13,2 | 11,0 | 9,9  | 9,3  | 10,5 |
| Нижегородська область                       | 17,5 | 14,5 | 9,9  | 11,8 | 10,0 | 8,2  | 4,2  |
| Оренбурзька область                         | 33,6 | 29,1 | 19,4 | 16,6 | 14,8 | 13,0 | 10,7 |
| Пензенська область                          | 13,0 | 9,4  | 9,6  | 7,1  | 8,4  | 6,1  | 6,5  |
| Самарська область                           | 21,3 | 20,1 | 15,1 | 13,8 | 12,5 | 10,4 | 6,5  |
| Саратовська область                         | 14,3 | 12,5 | 11,7 | 9,6  | 7,7  | 7,1  | 6,6  |
| Ульяновська область                         | 28,3 | 25,9 | 18,8 | 14,4 | 10,2 | 9,9  | 4,9  |
| Уральський ФО                               | 19,6 | 17,0 | 13,6 | 12,3 | 11,1 | 9,8  | 12,0 |
| Курганська область                          | 38,5 | 28,2 | 22,5 | 23,1 | 18,6 | 16,9 | 17,7 |
| Свердловська область                        | 26,3 | 27,2 | 21,2 | 17,0 | 14,9 | 12,2 | 13,3 |
| Тюменська область                           | 23,4 | 21,4 | 16,0 | 15,1 | 13,8 | 13,4 | 9,2  |
| Ханти-Мансійський автономний округ          | 24,2 | 20,4 | 13,6 | 12,9 | 12,2 | 12,0 | 7,9  |
| Ямало-Ненецький автономний округ            | 15,9 | 13,6 | 13,2 | 15,5 | 12,1 | 14,8 | 8,8  |
| Челябінська область                         | 24,2 | 22,5 | 17,2 | 16,0 | 14,3 | 13,5 | 11,9 |
| Сибірський ФО                               | 25,9 | 24,3 | 18,7 | 16,7 | 14,7 | 13,3 | 14,0 |
| Республіка Алтай                            | 30,4 | 32,3 | 19,0 | 27,5 | 26,8 | 20,9 | 25,9 |
| Республіка Бурятія                          | 41,8 | 40,3 | 32,6 | 32,4 | 26,4 | 26,4 | 23,5 |
| Республіка Тува                             | 90,7 | 79,1 | 64,6 | 63,5 | 59,6 | 53,9 | 36,9 |
| Республіка Хакасія                          | 21,8 | 26,4 | 19,4 | 19,4 | 15,1 | 13,5 | 10,8 |
| Алтайський край                             | 21,1 | 18,8 | 16,2 | 15,1 | 11,8 | 10,6 | 11,8 |
| Читинська область                           | 51,2 | 40,5 | 34,9 | 38,3 | 37,0 | 34,6 | -    |
| Агінський Бурятський автономний округ       | 19,1 | 29,6 | 21,3 | -    | -    | -    | -    |
| Забайкальський край                         | -    | -    | -    | -    | -    | -    | 26,7 |
| Красноярський край                          | 30,2 | 23,3 | 20,4 | 18,0 | 15,6 | 13,8 | 11,8 |
| Таймирський автономний округ                | 40,6 | 28,2 | -    | -    | -    | -    | -    |
| Евенкійський автономний округ               | 86,1 | 86,8 | -    | -    | -    | -    | -    |
| Іркутська область                           | 45,4 | 38,0 | 29,3 | 29,9 | 26,1 | 21,7 | 18,8 |
| Усть-Ординський Бурятський автономний округ | 35,0 | 26,1 | 26,1 | -    | -    | -    | -    |
| Кемеровська область                         | 28,3 | 24,2 | 24,0 | 21,1 | 18,0 | 16,8 | 16,3 |
| Новосибірська область                       | 20,3 | 15,7 | 15,9 | 15,1 | 13,0 | 10,8 | 10,5 |
| Омська область                              | 20,6 | 17,3 | 15,5 | 12,8 | 12,1 | 8,8  | 4,2  |
| Томська область                             | 17,6 | 15,5 | 14,1 | 13,9 | 12,1 | 12,9 | 6,3  |
| Далекосхідний ФО                            | 30,2 | 25,5 | 22,2 | 21,2 | 18,5 | 16,4 | 17,0 |
| Республіка Саха (Якутія)                    | 33,7 | 33,1 | 27,2 | 24,5 | 22,2 | 19,2 | 21,9 |
| Камчатський край                            | 27,0 | 26,6 | 25,4 | 13,6 | 14,0 | 12,9 | 15,6 |
| Коряцький автономний округ                  | 46,1 | 73,3 | -    | -    | -    | -    | -    |
| Приморський край                            | 37,9 | 36,1 | 28,1 | 25,0 | 20,7 | 16,9 | 16,6 |
| Хабаровський край                           | 38,4 | 39,9 | 28,7 | 24,7 | 19,0 | 18,9 | 11,9 |
| Амурська область                            | 30,2 | 32,0 | 21,2 | 25,5 | 20,6 | 17,7 | 22,9 |
| Магаданська область                         | 40,6 | 32,1 | 24,9 | 30,2 | 24,5 | 18,6 | 14,0 |
| Сахалінська область                         | 38,3 | 43,3 | 33,0 | 25,1 | 24,7 | 14,1 | 12,4 |
| Єврейська автономна область                 | 28,1 | 23,1 | 22,6 | 28,6 | 17,3 | 16,2 | 21,7 |
| Чукотський автономний округ                 | 39,4 | 25,7 | 35,7 | 13,9 | 40,4 | 18,5 | 21,7 |
| Середня по Росії                            | 21,5 | 19,2 | 15,6 | 14,1 | 12,5 | 11,0 | 8, 7 |

## Злочинність вРосійській Федераціїв 1990-х— 2000-х роках
Коливання злочинності в 1990-х роках відбувалися в межах набагато вищого її рівня, ніж до 1991 року.
Початковий період економічних реформ в Росії (1991–1993) супроводжувався вельми значним зростанням показників зареєстрованої злочинності. У злочинну діяльність залучалася все більша частка населення. Кількісні зміни злочинності супроводжувалися якісними, збільшувалася суспільна небезпека і організованість злочинності.
В 1994–1997 роках вдалося дещо знизити показники зареєстрованої злочинності (в основному за рахунок вуличної і побутової її частин), проте досить велика кількість злочинів залишалися прихованими від обліку. Зростала кількість проявів таких особливо небезпечних злочинних проявів, як організована злочинність, корупція, тероризм. Кримінальна активність населення за 5 років реформ зросла вдвічі.
З прийняттям нового Кримінального Кодексу РФ зареєстрована злочинність дещо скоротилася, проте це було викликано швидше за декриміналізацією окремих діянь і необхідністю адаптувати правозастосовчу практику до нових норм закону. В результаті крива злочинності незабаром знову пішла вгору.
У країнах з ринковою економікою відповідають вищі показники злочинності, ніж в країнах з плановою економікою і переважанням державної власності, однак в Росії негативні зміни кримінальної ситуації носили надлишковий характер навіть для суспільства ринкової економіки.
Зростання кількості скоєних злочинів не супроводжувалося відповідним йому посиленням боротьби зі злочинністю. Погіршилася розкриття злочинів (число нерозкритих злочинів в 1992 році в 2,2 рази перевищило зафіксоване в 1989 році), приблизно в півтора рази зросла частка осіб, які вчинили два і більше злочини до притягнення до відповідальності.
| Загальна кількість зареєстрованих злочинів в Росії в 1961—2009 роках | Загальна кількість зареєстрованих злочинів в Росії в 1961—2009 роках | Загальна кількість зареєстрованих злочинів в Росії в 1961—2009 роках | Загальна кількість зареєстрованих злочинів в Росії в 1961—2009 роках | Загальна кількість зареєстрованих злочинів в Росії в 1961—2009 роках | Загальна кількість зареєстрованих злочинів в Росії в 1961—2009 роках | Загальна кількість зареєстрованих злочинів в Росії в 1961—2009 роках |
| роки                                                                 | Абсолютне число злочинів                                             | Приріст,%                                                            | Приріст,%                                                            | Приріст,%                                                            | Приріст,%                                                            | Приріст,%                                                            |
| роки                                                                 | Абсолютне число злочинів                                             | до попереднього року                                                 | до 1961                                                              | до 1980                                                              | до 1985                                                              | до 1990                                                              |
| РРФСР — діє КК РРФСР                                                 | РРФСР — діє КК РРФСР                                                 | РРФСР — діє КК РРФСР                                                 | РРФСР — діє КК РРФСР                                                 | РРФСР — діє КК РРФСР                                                 | РРФСР — діє КК РРФСР                                                 | РРФСР — діє КК РРФСР                                                 |
| -------------------------------------------------------------------- | -------------------------------------------------------------------- | -------------------------------------------------------------------- | -------------------------------------------------------------------- | -------------------------------------------------------------------- | -------------------------------------------------------------------- | -------------------------------------------------------------------- |
| 1961                                                                 | 534 866                                                              | ---                                                                  | ---                                                                  |                                                                      |                                                                      |                                                                      |
| 1962                                                                 | 539 302                                                              | +0,8                                                                 | +0,8                                                                 |                                                                      |                                                                      |                                                                      |
| 1963                                                                 | 485 656                                                              | -9,9                                                                 | -9,2                                                                 |                                                                      |                                                                      |                                                                      |
| 1964                                                                 | 483 229                                                              | -0,5                                                                 | -9,7                                                                 |                                                                      |                                                                      |                                                                      |
| 1965                                                                 | 483 550                                                              | +0,1                                                                 | -9,6                                                                 |                                                                      |                                                                      |                                                                      |
| 1966                                                                 | 582 965                                                              | +20,6                                                                | -9,0                                                                 |                                                                      |                                                                      |                                                                      |
| 1967                                                                 | 572 884                                                              | -1,7                                                                 | +1,7                                                                 |                                                                      |                                                                      |                                                                      |
| 1968                                                                 | 618 014                                                              | +7,9                                                                 | +15,5                                                                |                                                                      |                                                                      |                                                                      |
| 1969                                                                 | 641 385                                                              | +3,8                                                                 | +19,9                                                                |                                                                      |                                                                      |                                                                      |
| 1970                                                                 | 693 552                                                              | +8,1                                                                 | +29,7                                                                |                                                                      |                                                                      |                                                                      |
| 1971                                                                 | 702 358                                                              | +1,3                                                                 | +31,3                                                                |                                                                      |                                                                      |                                                                      |
| 1972                                                                 | 706 294                                                              | +0,6                                                                 | +32,1                                                                |                                                                      |                                                                      |                                                                      |
| 1973                                                                 | 695 647                                                              | -1,5                                                                 | +30,1                                                                |                                                                      |                                                                      |                                                                      |
| 1974                                                                 | 760 943                                                              | +9,4                                                                 | +42,3                                                                |                                                                      |                                                                      |                                                                      |
| 1975                                                                 | 809 819                                                              | +6,4                                                                 | +51,4                                                                |                                                                      |                                                                      |                                                                      |
| 1976                                                                 | 834 998                                                              | +3,1                                                                 | +56,1                                                                |                                                                      |                                                                      |                                                                      |
| 1977                                                                 | 824 243                                                              | -3,1                                                                 | +54,1                                                                |                                                                      |                                                                      |                                                                      |
| 1978                                                                 | 889 599                                                              | +7,9                                                                 | +66,3                                                                |                                                                      |                                                                      |                                                                      |
| 1979                                                                 | 970 514                                                              | +9,1                                                                 | +81,4                                                                |                                                                      |                                                                      |                                                                      |
| 1980                                                                 | 1 028 284                                                            | +6,0                                                                 | +92,3                                                                |                                                                      |                                                                      |                                                                      |
| 1981                                                                 | 1 087 908                                                            | +5,8                                                                 | +103,4                                                               | +5,8                                                                 |                                                                      |                                                                      |
| 1982                                                                 | 1 128 558                                                            | +3,7                                                                 | +111,0                                                               | +9,8                                                                 |                                                                      |                                                                      |
| 1983                                                                 | 1 398 239                                                            | +23,9                                                                | +161,4                                                               | +36,0                                                                |                                                                      |                                                                      |
| 1984                                                                 | 1 402 694                                                            | +0,3                                                                 | +162,3                                                               | +36,4                                                                |                                                                      |                                                                      |
| 1985                                                                 | 1 416 935                                                            | +1,0                                                                 | +164,9                                                               | +37,8                                                                |                                                                      |                                                                      |
| 1986                                                                 | 1 338 424                                                            | -5,5                                                                 | +150,2                                                               | +30,2                                                                |                                                                      |                                                                      |
| 1987                                                                 | 1 185 914                                                            | -11,5                                                                | +121,7                                                               | +15,3                                                                | -11,4                                                                |                                                                      |
| 1988                                                                 | 1 220 861                                                            | +2,8                                                                 | +128,2                                                               | +18,7                                                                | -8,8                                                                 |                                                                      |
| 1989                                                                 | 1 619 181                                                            | +32,7                                                                | +202,7                                                               | +57,5                                                                | +20,9                                                                |                                                                      |
| 1990                                                                 | 1 839 451                                                            | +13,6                                                                | +243,9                                                               | +78,9                                                                | +37,4                                                                |                                                                      |
| Російська Федерація — в КК РРФСР вносяться істотні зміни             |                                                                      |                                                                      |                                                                      |                                                                      |                                                                      |                                                                      |
| 1991                                                                 | 2 173 074                                                            | +18,1                                                                | +306,3                                                               | +111,3                                                               | +62,4                                                                | +18,2                                                                |
| 1992                                                                 | 2 760 652                                                            | +27,0                                                                | +416,1                                                               | +168,5                                                               | +106,3                                                               | +50,4                                                                |
| 1993                                                                 | 2 799 614                                                            | +1,4                                                                 | +423,4                                                               | +172,3                                                               | +109,2                                                               | +52,2                                                                |
| 1994                                                                 | 2 632 708                                                            | -6,0                                                                 | +392,2                                                               | +156,0                                                               | +85,8                                                                | +43,0                                                                |
| 1995                                                                 | 2 755 669                                                            | +4,7                                                                 | +415,2                                                               | +168,0                                                               | +96,0                                                                | +49,8                                                                |
| 1996                                                                 | 2 625 081                                                            | -4,7                                                                 | +391,0                                                               | +155,0                                                               | +85,3                                                                | +42,7                                                                |
| Діє новий КК Російської Федерації                                    |                                                                      |                                                                      |                                                                      |                                                                      |                                                                      |                                                                      |
|                                                                      |                                                                      | Приріст до попереднього року,%                                       | Приріст до попереднього року,%                                       | Приріст до 1997 року,%                                               | Приріст до 1997 року,%                                               | Приріст до 1997 року,%                                               |
| 1997                                                                 | 2 397 311                                                            | -                                                                    | -                                                                    |                                                                      |                                                                      |                                                                      |
| 1998                                                                 | 2 581 940                                                            | +7,7                                                                 | +7,7                                                                 | +7,7                                                                 | +7,7                                                                 | +7,7                                                                 |
| 1999                                                                 | 3 001 748                                                            | +16,3                                                                | +16,3                                                                | +25,2                                                                | +25,2                                                                | +25,2                                                                |
| 2000                                                                 | 2 952 367                                                            | -1,6                                                                 | -1,6                                                                 | +23,2                                                                | +23,2                                                                | +23,2                                                                |
| 2001                                                                 | 2 968 255                                                            | +0,5                                                                 | +0,5                                                                 | +23,8                                                                | +23,8                                                                | +23,8                                                                |
| 2002                                                                 | 2 526 305                                                            | -14,9                                                                | -14,9                                                                | +5,4                                                                 | +5,4                                                                 | +5,4                                                                 |
| 2003                                                                 | 2 756 398                                                            | +9,1                                                                 | +9,1                                                                 | +15,0                                                                | +15,0                                                                | +15,0                                                                |
| 2004                                                                 | 2 893 810                                                            | +5,0                                                                 | +5,0                                                                 | +20,7                                                                | +20,7                                                                | +20,7                                                                |
| 2005                                                                 | 3 554 738                                                            | +22,8                                                                | +22,8                                                                | +48,3                                                                | +48,3                                                                | +48,3                                                                |
| 2006                                                                 | 3 855 373                                                            | +8,5                                                                 | +8,5                                                                 | +60,8                                                                | +60,8                                                                | +60,8                                                                |
| 2007                                                                 | 3 582 541                                                            | -7,1                                                                 | -7,1                                                                 | +49,4                                                                | +49,4                                                                | +49,4                                                                |
| 2008                                                                 | 3 209 862                                                            | -10,4                                                                | -10,4                                                                | +33,8                                                                | +33,8                                                                | +33,8                                                                |
| 2009                                                                 | 2 994 820                                                            | -6,7                                                                 | -6,7                                                                 | +24,9                                                                | +24,9                                                                | +24,9                                                                |

| Загальна кількість виявлених осіб, які вчинили злочини в Росії в 1966—2009 рр. | Загальна кількість виявлених осіб, які вчинили злочини в Росії в 1966—2009 рр. | Загальна кількість виявлених осіб, які вчинили злочини в Росії в 1966—2009 рр. | Загальна кількість виявлених осіб, які вчинили злочини в Росії в 1966—2009 рр. | Загальна кількість виявлених осіб, які вчинили злочини в Росії в 1966—2009 рр. | Загальна кількість виявлених осіб, які вчинили злочини в Росії в 1966—2009 рр. |
| роки                                                                           | Абсолютне число виявлених осіб                                                 | Приріст,%                                                                      | Приріст,%                                                                      | Приріст,%                                                                      | Приріст,%                                                                      |
| роки                                                                           | Абсолютне число виявлених осіб                                                 | до попереднього року                                                           | до 1980                                                                        | до 1985                                                                        | до 1990                                                                        |
| РРФСР — діє КК РРФСР                                                           | РРФСР — діє КК РРФСР                                                           | РРФСР — діє КК РРФСР                                                           | РРФСР — діє КК РРФСР                                                           | РРФСР — діє КК РРФСР                                                           | РРФСР — діє КК РРФСР                                                           |
| ------------------------------------------------------------------------------ | ------------------------------------------------------------------------------ | ------------------------------------------------------------------------------ | ------------------------------------------------------------------------------ | ------------------------------------------------------------------------------ | ------------------------------------------------------------------------------ |
| 1966                                                                           | 596 764                                                                        |                                                                                |                                                                                |                                                                                |                                                                                |
| 1967                                                                           | 628 463                                                                        | +5,3                                                                           |                                                                                |                                                                                |                                                                                |
| 1968                                                                           | 626 129                                                                        | -0,4                                                                           |                                                                                |                                                                                |                                                                                |
| 1969                                                                           | 659 607                                                                        | +5,3                                                                           |                                                                                |                                                                                |                                                                                |
| 1970                                                                           | 700 685                                                                        | +6,2                                                                           |                                                                                |                                                                                |                                                                                |
| 1971                                                                           | 652 763                                                                        | -6,8                                                                           |                                                                                |                                                                                |                                                                                |
| 1972                                                                           | 698 964                                                                        | +7,0                                                                           |                                                                                |                                                                                |                                                                                |
| 1973                                                                           | 682 399                                                                        | -2,4                                                                           |                                                                                |                                                                                |                                                                                |
| 1974                                                                           | 718 161                                                                        | +4,1                                                                           |                                                                                |                                                                                |                                                                                |
| 1975                                                                           | 753 005                                                                        | +4,9                                                                           |                                                                                |                                                                                |                                                                                |
| 1976                                                                           | 770 473                                                                        | +2,3                                                                           |                                                                                |                                                                                |                                                                                |
| 1977                                                                           | 746 354                                                                        | -3,1                                                                           |                                                                                |                                                                                |                                                                                |
| 1978                                                                           | 782 099                                                                        | +4,8                                                                           |                                                                                |                                                                                |                                                                                |
| 1979                                                                           | 818 746                                                                        | +4,7                                                                           |                                                                                |                                                                                |                                                                                |
| 1980                                                                           | 880 908                                                                        | +7,6                                                                           |                                                                                |                                                                                |                                                                                |
| 1981                                                                           | 919 001                                                                        | +4,3                                                                           | +4,3                                                                           |                                                                                |                                                                                |
| 1982                                                                           | 988 946                                                                        | +7,6                                                                           | +12,3                                                                          |                                                                                |                                                                                |
| 1983                                                                           | 1 077 802                                                                      | +9,0                                                                           | +22,4                                                                          |                                                                                |                                                                                |
| 1984                                                                           | 1 123 351                                                                      | +4,2                                                                           | +27,5                                                                          |                                                                                |                                                                                |
| 1985                                                                           | 1 154 496                                                                      | +2,8                                                                           | +31,1                                                                          |                                                                                |                                                                                |
| 1986                                                                           | 1 128 439                                                                      | -2,3                                                                           | +28,1                                                                          |                                                                                |                                                                                |
| 1987                                                                           | 969 388                                                                        | -14,1                                                                          | +10,0                                                                          | -14,1                                                                          |                                                                                |
| 1988                                                                           | 834 673                                                                        | -13,9                                                                          | -5,2                                                                           | -26,0                                                                          |                                                                                |
| 1989                                                                           | 847 577                                                                        | +1,5                                                                           | -3,8                                                                           | -24,9                                                                          |                                                                                |
| 1990                                                                           | 897 299                                                                        | +5,9                                                                           | +1,9                                                                           | -20,5                                                                          | +5,9                                                                           |
| Російська Федерація — в КК РРФСР вносяться істотні зміни </ center>            |                                                                                |                                                                                |                                                                                |                                                                                |                                                                                |
| 1991                                                                           | 956 258                                                                        | +6,6                                                                           | +8,6                                                                           | -15,3                                                                          | +12,8                                                                          |
| 1992                                                                           | 1 148 962                                                                      | +20,2                                                                          | +30,4                                                                          | +1,8                                                                           | +35,6                                                                          |
| 1993                                                                           | 1 262 556                                                                      | +10,0                                                                          | +43,3                                                                          | +11,9                                                                          | +50,0                                                                          |
| 1994                                                                           | 1 441 568                                                                      | +14,2                                                                          | +63,6                                                                          | +24,9                                                                          | +60,7                                                                          |
| 1995                                                                           | 1 595 501                                                                      | +10,7                                                                          | +81,1                                                                          | +38,2                                                                          | +77,8                                                                          |
| 1996                                                                           | 1 618 394                                                                      | +1,4                                                                           | +83,7                                                                          | +43,4                                                                          | +80,4                                                                          |
| Діє новий КК Російської Федерації                                              |                                                                                |                                                                                |                                                                                |                                                                                |                                                                                |
|                                                                                |                                                                                | Приріст до попереднього року,%                                                 | Приріст до попереднього року,%                                                 | Приріст до 1997 року,%                                                         | Приріст до 1997 року,%                                                         |
| 1997                                                                           | 1 372 161                                                                      | -                                                                              | -                                                                              | -                                                                              | -                                                                              |
| 1998                                                                           | 1 481 503                                                                      | +7,9                                                                           | +7,9                                                                           | +7,9                                                                           | +7,9                                                                           |
| 1999                                                                           | 1 716 679                                                                      | +15,9                                                                          | +15,9                                                                          | +25,1                                                                          | +25,1                                                                          |
| 2000                                                                           | 1 741 439                                                                      | +1,4                                                                           | +1,4                                                                           | +26,9                                                                          | +26,9                                                                          |
| 2001                                                                           | 1644,2 тис.                                                                    | -5,6                                                                           | -5,6                                                                           | +19,8                                                                          | +19,8                                                                          |
| 2002                                                                           | 1257,7 тис.                                                                    | -23,5                                                                          | -23,5                                                                          | -8,3                                                                           | -8,3                                                                           |
| 2003                                                                           | 1236,7 тис.                                                                    | -1,7                                                                           | -1,7                                                                           | -9,9                                                                           | -9,9                                                                           |
| 2004                                                                           | 1222,5 тис.                                                                    | -1,1                                                                           | -1,1                                                                           | -10,9                                                                          | -10,9                                                                          |
| 2005                                                                           | 1297,1 тис.                                                                    | +6,1                                                                           | +6,1                                                                           | -5,5                                                                           | -5,5                                                                           |
| 2006                                                                           | 1360,9 тис.                                                                    | +4,9                                                                           | +4,9                                                                           | -0,8                                                                           | -0,8                                                                           |
| 2007                                                                           | 1317,6 тис.                                                                    | -3,2                                                                           | -3,2                                                                           | -4,0                                                                           | -4,0                                                                           |
| 2008                                                                           | 1256,2 тис.                                                                    | -4,7                                                                           | -4,7                                                                           | -8,5                                                                           | -8,5                                                                           |
| 2009                                                                           | 1219,8 тис.                                                                    | -2,9                                                                           | -2,9                                                                           | -11,1                                                                          | -11,1                                                                          |

Зростання абсолютних показників супроводжувалося зростанням коефіцієнтів злочинності, що означає, що в злочинну діяльність включалася все більша частина населення. Зростання коефіцієнтів почався ще в 1960-х роках і носив системний характер (див. Таблицю):
| роки | Число зареєстрованих злочинів у розрахунку на 100 тис. (К ф ) | Число зареєстрованих злочинів у розрахунку на 100 тис. (К ф ) | Число виявлених осіб, які вчинили злочини, в розрахунку на 100 тис. осіб у віці 14 років і старше (К л ) |
| роки | всього населення                                              | у віці 14 років і старше                                      | Число виявлених осіб, які вчинили злочини, в розрахунку на 100 тис. осіб у віці 14 років і старше (К л ) |
| ---- | ------------------------------------------------------------- | ------------------------------------------------------------- | --- |
| 1961 | 440                                                           | 615                                                           | --- |
| 1966 | 457                                                           | 626                                                           | 667 |
| 1971 | 536                                                           | 701                                                           | 690 |
| 1976 | 618                                                           | 787                                                           | 726 |
| 1980 | 742                                                           | 930                                                           | 795 |
| 1981 | 780                                                           | 979                                                           | 830 |
| 1982 | 804                                                           | 1011                                                          | 888 |
| 1983 | 989                                                           | 1247                                                          | 960 |
| 1984 | 945                                                           | 1245                                                          | 962 |
| 1985 | 988                                                           | 1251                                                          | 1022 |
| 1986 | 930                                                           | 1170                                                          | 990 |
| 1987 | 817                                                           | 1037                                                          | 845 |

| роки | Число зареєстрованих злочинів у розрахунку на 100 тис. (К ф ) | Число зареєстрованих злочинів у розрахунку на 100 тис. (К ф ) | Число виявлених осіб, які вчинили злочини, в розрахунку на 100 тис. осіб у віці 14 років і старше (К л ) |
| роки | всього населення                                              | у віці 14 років і старше                                      | Число виявлених осіб, які вчинили злочини, в розрахунку на 100 тис. осіб у віці 14 років і старше (К л ) |
| ---- | ------------------------------------------------------------- | ------------------------------------------------------------- | --- |
| 1988 | 831                                                           | 1060                                                          | 724 |
| 1989 | 1096                                                          | 1400                                                          | 732 |
| 1990 | 1242                                                          | 1582                                                          | 787 |
| 1991 | 1463                                                          | 1809                                                          | 837 |
| 1992 | 1854                                                          | 2302                                                          | 978 |
| 1993 | 1890                                                          | 2344                                                          | +1096 |
| 1994 | 1779                                                          | 2234                                                          | 1247 |
| 1995 | 1862                                                          | 2339                                                          | 1373 |
| 1996 | 1776                                                          | 2208                                                          | 1360 |
| 1997 | 1629                                                          | 2007                                                          | 1241 |
| 1998 | 1760                                                          | 2148                                                          | 1428 |
| 1999 | 2053                                                          | 2 482                                                         | 1655 |

| Динаміка коефіцієнтів злочинності в Росії в 2000—2004 роках. | Динаміка коефіцієнтів злочинності в Росії в 2000—2004 роках.                         | Динаміка коефіцієнтів злочинності в Росії в 2000—2004 роках.                         |
| роки                                                         | Число зареєстрованих злочинів у розрахунку на 100 тис. осіб у віці 14 років і старше | Число виявлених осіб, які вчинили злочини, на 100 тис. осіб у віці 14 років і старше |
| ------------------------------------------------------------ | ------------------------------------------------------------------------------------ | ------------------------------------------------------------------------------------ |
| 2000                                                         | 2432,5                                                                               | 1435                                                                                 |
| 2001                                                         | 2436                                                                                 | 1349                                                                                 |
| 2002                                                         | 2067                                                                                 | 1029                                                                                 |
| 2003                                                         | 2253,5                                                                               | 1011                                                                                 |
| 2004                                                         | 2338                                                                                 | 988                                                                                  |

Відмінною рисою злочинності в Росії в сучасний період є її висока латентність. Особливо висока латентність економічних і посадових злочинів: про них повідомляють в правоохоронні органи менше 30 % потерпілих осіб. Латентність загальнокримінальних злочинів (крадіжки, тілесні ушкодження) менше (за оцінками, на початку 1990-х років потерпілі заявляли про них до правоохоронних органів більш ніж в 50 % випадків, а по крадіжкам — в 70 % і більше). Однак росла латентність і цих злочинів. Відзначається, що реальний обсяг злочинності в країні в 2004—2005 році з урахуванням латентності досягав 9-12 мільйонів злочинів в рік.
Збільшувалася латентність навіть таких тяжких злочинів, як вбивства. Про це говорять різко збільшене число трупів з невстановленою причиною смерті. В Москві в 1990–1994 роках воно зросло з 776 до 2966 і перевищила в 1994 році число трупів з ознаками вбивства (останніх було 2863).
Велике також число осіб, зниклих безвісти, що знаходяться в розшуку. Результати досліджень свідчать, що жертвами злочинів стають 20-25 % з них. В 2005 році розшукувалось 74 943 зниклих безвісти (в 2004 році — 77 680); відповідно, жертвами злочинів могло стати приблизно 20 000 чоловік.
Іншою причиною латентності злочинності є приховування даних про неї правоохоронними органами. Наприклад, в Московської і Ростовської областях в 1985 році 3-4 % опитаних відповідали, що були потерпілими від злочинів, зверталися в правоохоронні органи і їхнім заявам не було взагалі дано хід, в 1991 році таких стало 6 %. Наслідком цього стало падіння довіри громадян до правоохоронних органів.
Оскільки офіційні правоохоронні органи не забезпечували ефективного захисту інтересів громадян, розвиток отримали форми позаправового реагування на злочинність: спонтанна розправа з злочинцями і система тіньової (в тому числі кримінальної) юстиції з притаманними їй не заснованими на законі способами реагування на злочин. 24 % московських підприємців, від 9 до 34 % опитаних в чотирьох містах Росії в 1998–1999 роках при опитуваннях вказували, що особисто здійснили фізичну розправу зі злочинцем.
Спостерігається зрощення злочинності з населенням, звикання громадян до високого рівня проникнення злочинності. Зростала кількість громадян, які тим чи іншим чином вступали в контакт зі злочинцями (члени сім'ї, сусіди, знайомі тощо). Особи, які здійснювали злочини, входили в коло знайомих 59 % опитаних в Москві підприємців і 32 % інших москвичів.

### Суспільна небезпека злочинності
1990-ті роки в Росії характеризуються ростом суспільної небезпеки злочинності.
На частку тяжких та особливо тяжких злочинів (максимальний термін покарання за які, передбачений Кримінальним кодексом РФ, перевищує 5 років позбавлення волі) доводилося 2/3 всіх зареєстрованих в 1997–1999 роках злочинів; серед виявлених злочинців більше половини становили такі, що вчинили тяжкий або особливо тяжкий злочин .
Хоча абсолютне число зареєстрованих тяжких та особливо тяжких злочинів наприкінці 1990-х років росло, їхня питома вага у загальній кількості злочинів залишалася приблизно на одному рівні (див. таблицю):
| Динаміка зареєстрованих злочинів різної тяжкості в Росії в 1997—1999 роках | Динаміка зареєстрованих злочинів різної тяжкості в Росії в 1997—1999 роках | Динаміка зареєстрованих злочинів різної тяжкості в Росії в 1997—1999 роках | Динаміка зареєстрованих злочинів різної тяжкості в Росії в 1997—1999 роках | Динаміка зареєстрованих злочинів різної тяжкості в Росії в 1997—1999 роках | Динаміка зареєстрованих злочинів різної тяжкості в Росії в 1997—1999 роках | Динаміка зареєстрованих злочинів різної тяжкості в Росії в 1997—1999 роках | Динаміка зареєстрованих злочинів різної тяжкості в Росії в 1997—1999 роках | Динаміка зареєстрованих злочинів різної тяжкості в Росії в 1997—1999 роках |
| Категорії злочинів                                                         | Число зареєстрованих злочинів                                              | Число зареєстрованих злочинів                                              | Число зареєстрованих злочинів                                              | Приріст до 1997 року,%                                                     | Приріст до 1997 року,%                                                     | Питома вага в загальній кількості всіх зареєстрованих,%                    | Питома вага в загальній кількості всіх зареєстрованих,%                    | Питома вага в загальній кількості всіх зареєстрованих,%                    |
| Категорії злочинів                                                         | 1997                                                                       | 1998                                                                       | 1999                                                                       | 1998                                                                       | 1999                                                                       | 1997                                                                       | 1998                                                                       | 1999                                                                       |
| -------------------------------------------------------------------------- | -------------------------------------------------------------------------- | -------------------------------------------------------------------------- | -------------------------------------------------------------------------- | -------------------------------------------------------------------------- | -------------------------------------------------------------------------- | -------------------------------------------------------------------------- | -------------------------------------------------------------------------- | -------------------------------------------------------------------------- |
| Особливо тяжкі                                                             | 96 596                                                                     | 113 010                                                                    | 136 343                                                                    | +17,0                                                                      | +41,1                                                                      | 4,0                                                                        | 4,4                                                                        | 4,5                                                                        |
| Тяжкі                                                                      | 1 326 335                                                                  | 1 447 754                                                                  | 1 711 492                                                                  | +9,2                                                                       | +17,0                                                                      | 55,3                                                                       | 56,1                                                                       | 57,0                                                                       |
| Середньої тяжкості                                                         | 497 423                                                                    | 443 748                                                                    | 511 840                                                                    | -10,8                                                                      | +2,9                                                                       | 20,7                                                                       | 17,1                                                                       | 17,1                                                                       |
| Невеликої тяжкості                                                         | 521 044                                                                    | 574 459                                                                    | 641 805                                                                    | +10,3                                                                      | +23,2                                                                      | 21,7                                                                       | 22,4                                                                       | 21,4                                                                       |

У 2000-х роках частка тяжких і особливо тяжких злочинів послідовно зменшувалася: якщо в 2002 році вона становила 53,3 %, то в 2003 вже 39,2 %, в 2004 — 32,4 %, в 2005 — 30,3 %, в 2006 — 27,9 %, в 2007 — 26,8 %. Середній термін позбавлення волі в 2000–2004 роках становив 4,5 роки; умовне засудження застосовувалося приблизно в половині винесених обвинувальних вироків.
У той же час відзначається, що істотне зменшення питомої ваги даних категорій злочинів в 2003 році не відображає реальних тенденцій змін суспільної небезпеки злочинності: така картина складалася за рахунок змін в законодавстві, в результаті яких багато діянь, які раніше вважалися тяжкими злочинами, перейшли в категорію злочинів середньої тяжкості, в той час як число зареєстрованих фактів таких злочинів фактично не змінилося.
Збільшене наприкінці 1990-х років число потерпілих від злочинів  в 2001—2003 роках стабілізувалося: у 2000 році потерпілими стали 2 095 504 особи, а в 2003 році — 2 077 097 осіб; також знизилося число юридичних осіб, матеріальним інтересам яких завдали шкоди злочинці: у 2000 році — 348 690, в 2003—103 203 .
В 1997–1999 роках в рази збільшилася кількість злочинів із заздалегідь обдуманим умислом: проти основ конституційного ладу і безпеки держави — в 2,2 рази, в сфері економічної діяльності — на 91 %. На 27 % зросла кількість вбивств двох і більше осіб, на 31 % — вбивств, поєднаних із викраденням людини і захопленням заручників, на 31 % — вбивств, вчинених за попередньою змовою групою осіб . Кількість вбивств на побутовому ґрунті практично не змінилася.
Анкетування, що проводилося в 1998–1999 роках, показало, що населення стурбоване високим рівнем злочинності. Лише 12 % опитаних не боялися стати жертвою злочину. Максимальну заклопотаність у громадян, які не є підприємцями, викликає ймовірність стати жертвою крадіжки — 59 % опитаних, хуліганства — 47 % і шахрайства — 38 %, терористичного акту — 13 %. Підприємці побоювалися стати жертвою вбивств, викрадення людей, знищення майна, вимагання .
Фіксуються такі злочини, які мають великий суспільний резонанс, як викрадення людей, захоплення заручників, терористичні акти тощо. Якщо в 1993 році в статистиці було відображено вчинення 51 злочин терористичної спрямованості, то в 1996 році їхнє число становило 1253, а в кінці 1990-х воно перевищило 2000, то в 2005 році в Росії було зареєстровано 5438 злочинів терористичного характеру (з них 203 — терористичні акти). . При цьому масштаб багатьох таких злочинів і збиток від них були вкрай великий.
В 1989–1993 роках в 6,2 рази збільшилася кількість злочинів із застосуванням вогнепальної зброї (з 3550 до 22 116), в 2,5 рази більше зареєстровано фактів розкрадань вогнепальної зброї, боєприпасів і вибухових речовин (відповідно 594 і 1496); в 2,8 рази більше стало виявлених фактів зберігання, придбання, виготовлення, збуту зазначених предметів і іншої зброї (20 477 і 58 318). Схожі тенденції спостерігалися і в кінці 1990-х років. Так, в 1999 роках на 30 % зросла кількість фактів розкрадання або вимагання зброї, боєприпасів, вибухових речовин і вибухових пристроїв. Зростала не тільки кількість, але і якість зброї, що виявляється у злочинців, все частіше це були сучасні зразки зброї, в тому числі ті, що застосовуються російськими та зарубіжними спеціальними підрозділами .
Основним джерелом надходження зброї до злочинців є об'єкти Міністерства оборони РФ. Більш ніж в 70 % випадків злочинцями використовується озброєння армійських зразків. Значна кількість викраденої і втраченої вогнепальної зброї доводиться на особисту зброю, власники якої не забезпечили належне її збереження.

### Мотиваційна характеристика злочинності
Основною тенденцією, що стосується мотивації злочинів, є зростання кількості корисливих злочинів, питома вага яких збільшилася з половини (1986) до 2/3 всіх зареєстрованих злочинів (1991–1999 роках). Збільшилася також кількість корисливих злочинів, скоєних із застосуванням насильства (див. таблицю):
| Зміни корисливої злочинності в Росії в 1986—1999 рр. | Зміни корисливої злочинності в Росії в 1986—1999 рр.  | Зміни корисливої злочинності в Росії в 1986—1999 рр. | Зміни корисливої злочинності в Росії в 1986—1999 рр. | Зміни корисливої злочинності в Росії в 1986—1999 рр. | Зміни корисливої злочинності в Росії в 1986—1999 рр.                        | Зміни корисливої злочинності в Росії в 1986—1999 рр.                                                      |
| Роки                                                 | Загальна кількість зареєстрованих корисливих злочинів | Приріст,%                                            | Приріст,%                                            | Питома вага в загальній кількості злочинів,%         | Число корисливих злочинів з використанням фізичного і психічного насильства | Питома вага злочинів з використанням фізичного і психічного насильства в загальній кількості корисливих,% |
| Дія КК РРФСР                                         | Дія КК РРФСР                                          | Дія КК РРФСР                                         | Дія КК РРФСР                                         | Дія КК РРФСР                                         | Дія КК РРФСР                                                                | Дія КК РРФСР                                                                                              |
|                                                      |                                                       | до 1986 р                                            | до 1990 р                                            |                                                      |                                                                             | |
| ---------------------------------------------------- | ----------------------------------------------------- | ---------------------------------------------------- | ---------------------------------------------------- | ---------------------------------------------------- | --------------------------------------------------------------------------- | --- |
| 1986                                                 | 688 113                                               | ---                                                  | ---                                                  | 51                                                   | 30 299                                                                      | 4,4 |
| 1991                                                 | 1 574 072                                             | в 2,3 рази                                           | +35,2                                                | 73                                                   | 107 521                                                                     | 6,8 |
| 1995                                                 | 2 088 487                                             | в 3 рази                                             | +79,4                                                | 75,8                                                 | 161 425                                                                     | 7,7 |
| Дія КК РФ                                            |                                                       |                                                      |                                                      |                                                      |                                                                             | |
|                                                      |                                                       | до 1997 року,%                                       |                                                      |                                                      |                                                                             | |
| 1997                                                 | 1 793 239                                             | -                                                    | -                                                    | 74,8                                                 | 160 869                                                                     | 9,0 |
| 1998                                                 | 1 834 440                                             | +2,3                                                 | +2,3                                                 | 71,0                                                 | 176 861                                                                     | 9,6 |
| 1999                                                 | 2 112 720                                             | +17,8                                                | +17,8                                                | 70,3                                                 | 194 718                                                                     | 9,2 |

Основний приріст числа корисливих злочинів відбувався за рахунок злочинів проти власності і злочинів у сфері економічної діяльності, питома вага яких в загальній кількості злочинів становила в 1998 році 62,9 %, а в 1999 році — 65,5 % . В 2000 роках ці показники зберігалися приблизно на колишньому рівні: у 2007 році частка зазначених видів злочинів становила 66 %.
На другому місці за поширеністю знаходяться такі мотиви, як ревнощі, сварка, вирішення побутових конфліктів, на третьому — хуліганські мотиви. Рідше зустрічаються сексуальні мотиви, мотив расової, національної або релігійної ненависті, розділ сфер впливу (див. таблицю):
| Мотиви розслідуваних злочинів в Росії в 1998—1999 рр. за даними кримінальної статистики . | Мотиви розслідуваних злочинів в Росії в 1998—1999 рр. за даними кримінальної статистики . | Мотиви розслідуваних злочинів в Росії в 1998—1999 рр. за даними кримінальної статистики . | Мотиви розслідуваних злочинів в Росії в 1998—1999 рр. за даними кримінальної статистики . | Мотиви розслідуваних злочинів в Росії в 1998—1999 рр. за даними кримінальної статистики . |
| Мотиви                                                                                    | 1998 г.                                                                                   | 1998 г.                                                                                   | 1999 г.                                                                                   | 1999 г.                                                                                   |
| Мотиви                                                                                    | Абс. число                                                                                | Пит. вага,%                                                                               | Абс. число                                                                                | Пит. вага,%                                                                               |
| ----------------------------------------------------------------------------------------- | ----------------------------------------------------------------------------------------- | ----------------------------------------------------------------------------------------- | ----------------------------------------------------------------------------------------- | ----------------------------------------------------------------------------------------- |
| Корисливі                                                                                 | 430 534                                                                                   | 44,5                                                                                      | 557 734                                                                                   | 48,9                                                                                      |
| З ревнощів, сварки, інших побутових причин                                                | 153 919                                                                                   | 15,9                                                                                      | 170 835                                                                                   | 14,9                                                                                      |
| Хуліганські                                                                               | 91 027                                                                                    | 9,4                                                                                       | 93 647                                                                                    | 8,2                                                                                       |
| Сексуальні                                                                                | 11 666                                                                                    | 1,2                                                                                       | 10 459                                                                                    | 0,9                                                                                       |
| З ненависті, помсти на ґрунті національної та расової ворожнечі                           | 159                                                                                       |                                                                                           | 123                                                                                       |                                                                                           |
| Через розділу сфер впливу                                                                 | 46                                                                                        |                                                                                           | 35                                                                                        |                                                                                           |
| З ненависті, ворожнечі, помсти на релігійному ґрунті                                      | 22                                                                                        |                                                                                           | 22                                                                                        |                                                                                           |
| Всього                                                                                    | 967 108                                                                                   | 100                                                                                       | 1 140 874                                                                                 | 100                                                                                       |

Знижена в період 1986–1989 роках частка злочинності з алкогольною мотивацією (вчинення злочинів, викликане необхідністю негайного придбання спиртних напоїв) в період реформ знову збільшилася. Збільшилося число злочинів, скоєних з мотивів абсолютної (придбання необхідних для життя продуктів і предметів одягу) і відносної (забезпечення рівня життя, характерного для оточуючих) потреби. Виник також новий вид корисливої мотивації, обумовлений необхідністю отримання стартового капіталу для здійснення підприємницької діяльності .
Таким чином, зростання злочинності в 1990-х роках забезпечувався в основному за рахунок корисливої її частини, що є закономірним явищем при зміні суспільного ладу в період формування ринкових відносин. Відзначається, що злочинність в соціалістичних країнах була нижче саме за рахунок майнової злочинності, а коефіцієнти вбивств розрізнялися несуттєво .

### Соціальна спрямованість злочинності
Тісно пов'язана з мотивацією злочинності її соціальна спрямованість (тобто ті об'єкти, на які зазіхають злочинці). Кримінологами виділяються три етапи зміни тенденцій і структури злочинності: Перший період (1986–1990 роки) характеризується бурхливим зростанням числа і частки злочинів проти власності, відносно невеликим збільшенням числа злочинів проти життя і здоров'я і поступовим наростанням латентності всіх видів злочинів .
Другий період (1991–1996 роки) при збереженні загальних тенденцій попереднього періоду супроводжується значним збільшенням числа злочинів, спрямованих проти людини, її прав і свобод, власності. Питома вага таких злочинів зросла з 33 % в 1986 році до 50 % в 1990 році і далі продовжував зростати. Збільшувалася латентність злочинів проти політичних і трудових прав громадян, посадових злочинів .
Державні та суспільні інтереси страждали не в меншій мірі. В окремі періоди держава фактично відмовляється від боротьби з такими злочинами як розкрадання державного майна шляхом присвоєння, розтрати, зловживання службовим становищем (в тому числі в особливо великому розмірі), поруч господарських злочинів.  23 лютого 1994 року Державною Думою РФ приймається постанова № 65-1 ГД «Про оголошення політичної та економічної амністії», в якому пропонується:

3. Звільнити від покарання у вигляді позбавлення волі, а також від покарань, не пов'язаних з позбавленням волі: а) засуджених за злочини, передбачені ч. 1 ст. 88 КК РРФСР;
б) засуджених за злочини, передбачені ч. 1 і ч. 2 ст. 92 КК РРФСР;
в) засуджених за злочини, передбачені ч. 1 ст. 170, ч. 1 ст. 171, ст. 172, 175 КК РРФСР
…
4. Припинити всі кримінальні справи, що знаходяться в провадженні слідчих, і справи, не розглянуті судами, а також звільнити від покарання осіб, засуджених за ч. 3 ст. 92, ч. 2 і ч. 3 ст. 93 і по ст. 93¹ КК РРФСР за розкрадання державного і громадського майна у великих і особливо великих розмірах, якщо зазначені кримінальні злочини скоєні в період до ліквідації СРСР (до грудня 1991 року включно), крім тих, хто засуджений за розкрадання державного і громадського майна шляхом крадіжки, грабіж а, розбою і шахрайства …
5. Припинити провадження всіх слідчих справ і справ, що не розглянуті судами, про злочини, вчинені особами, перерахованими в п. 3, до набрання чинності цієї постанови.

Крім того, ефективність розгляду справ про злочини проти державної власності, господарських, посадових злочинів залежала від ефективної роботи системи контролюючих органів, яка в цей період неодноразово реформувалася і працювала неефективно .
Третій період (з 1997) характеризується наступними тенденціями :
- Зростає частка економічних інтересів, як приватних, так і публічних, в структурі об'єктів посягань. Економічні інтереси стали зачіпати навіть такі злочини, як вбивства, заподіяння шкоди здоров'ю тощо.
- Зростає число злочинів, що характеризуються високим ступенем суспільної небезпеки,, які зазіхають на інтереси і блага, що зачіпають все суспільство: екологічні злочини, злочину проти основ конституційного ладу і безпеки держави, злочини проти громадської безпеки. Вкрай висока латентність таких злочинів, особливо деяких їх видів.
- Знижується число зазіхання на традиційні об'єкти злочинів (життя і здоров'я, статева недоторканість, громадська безпека тощо), Росте число злочинів проти об'єктів, введених в правовий обіг з прийняттям КК РФ: конституційні права і свободи людини, інтереси служби в комерційних та інших організаціях тощо.

Злочинність освоює все нові сфери діяльності, в тому числі пов'язані з високими технологіями. Внаслідок цього в злочинність втягуються нові верстви населення, в тому числі такі, які раніше вважалися кримінально благополучними (особи з вищою освітою, вченими ступенями тощо). У злочинності також проявляється невдоволення і неповага громадян по відношенню до існуючого порядку .
Результатом цього є істотне зростання в 2000–2003 роках показників числа зареєстрованих злочинів проти порядку управління, інтересів державної влади, основ конституційного ладу, пов'язаних з охоронюваною законом інформацією і її обігом, комп'ютерних, екологічних злочинів.

### Географія злочинності
Територіальний розподіл злочинності в Росії до початку XXI століття характеризувалося такими тенденціями: 
- У 1986–1989 роках спостерігалося зростання злочинності в містах і селищах міського типу, при цьому питома вага міської злочинності становила 68 %, а міського населення — 73 % (1986), внаслідок чого коефіцієнт міської злочинності був істотно нижче, ніж сільської.
- У період реформ сільська злочинність зростала швидше, ніж міська, збільшувався її питома вага в загальній кількості злочинів (1994 рік — 26,1 %, 1996 рік — 28,2 %, 1998 рік — 29,1 %).
- Міська злочинність концентрувалася в великих містах (Москва, Санкт-Петербург, обласні центри).

Спостерігаються значні відмінності в коефіцієнтах злочинності за різними суб'єктам РФ. Так, в 1999 році коефіцієнт злочинності в Курганській області становив 4703 на 100 тис. населення у віці 14 років і старше, а в Республіці Дагестан — 966, тобто в 7 разів менше. Така відмінність коефіцієнтів, на думку кримінологів, пояснюється високою латентністю окремих видів злочинності в окремих регіонах. Вказується, що зареєстровані дані про регіональну злочинність відображають в основному поширеність загальнокримінальної злочинності . Відзначається також, що низький рівень злочинності у північнокавказьких республіках пов'язаний зі слабким соціальним контролем: тяжкі злочини реєструються дещо повніше, в результаті чого в 2000 році коефіцієнт вбивств по країні в цілому становив 21,9 діянь на 100 тис. жителів, а в Чечні — 63,2.
Коефіцієнти злочинності в федеральних округах можуть бути різними не так сильно (менше ніж в два рази). Найвищі показники злочинності в 1997—2001 роках відзначалися в Далекосхідному і Уральському федеральних округах, найнижчі — в Центральному окрузі (див. таблицю):
| Число зареєстрованих злочинів на 100 тис. населення від 14 років і старше (К ф ) в федеральних округах Росії в 1997—2001, 2005 роках | Число зареєстрованих злочинів на 100 тис. населення від 14 років і старше (К ф ) в федеральних округах Росії в 1997—2001, 2005 роках | Число зареєстрованих злочинів на 100 тис. населення від 14 років і старше (К ф ) в федеральних округах Росії в 1997—2001, 2005 роках | Число зареєстрованих злочинів на 100 тис. населення від 14 років і старше (К ф ) в федеральних округах Росії в 1997—2001, 2005 роках | Число зареєстрованих злочинів на 100 тис. населення від 14 років і старше (К ф ) в федеральних округах Росії в 1997—2001, 2005 роках | Число зареєстрованих злочинів на 100 тис. населення від 14 років і старше (К ф ) в федеральних округах Росії в 1997—2001, 2005 роках | Число зареєстрованих злочинів на 100 тис. населення від 14 років і старше (К ф ) в федеральних округах Росії в 1997—2001, 2005 роках |
| Округи | 1997 р | 1998 р | 1999 р | 2000 р | 2001 р | 2005 р |
| --- | --- | --- | --- | --- | --- | --- |
| Далекосхідний | 2701 | 2767 | 3126 | 2999 | 2992 | 2905 |
| Сибірський | 2558 | 2676 | 3026 | 2890 | 2907 | 2883 |
| Уральський | 2393 | 2640 | 3204 | 3076 | 3064 | 3373 |
| Північно-Західний | 2230 | 2433 | 2795 | 2635 | 2583 | 2375 |
| Приволзький | 1740 | 1870 | 2275 | 2201 | 2263 | 2642 |
| Південний | 1652 | 1783 | 1 974 | 1964 | 1918 | 1447 |
| Центральний | 1507 | 1608 | 1823 | 1890 | 1904 | 2077 |

### Соціально-групова характеристика злочинності
Більшу частину виявлених злочинців в Росії становлять чоловіки (в 2005 році — 86,2 %), однак з початку 1990-х років практично постійно збільшується також частка жіночої злочинності. Велика частина виявлених в 2005 році осіб (35,0 %) відносилася до вікової групи 30-49 років, проте по кримінальної активності досить близько до неї вікова група 18-24 роки (28,1 %). Середній вік злочинця в 1997 — 2005 роках коливався біля позначки 31,5 років.
Більше половини виявлених злочинців в 1999 році не мали певного джерела доходу, причому лише кожен десятий з них був зареєстрований як безробітний. Основним джерел доходів інших була діяльність в сфері тіньової економіки або вчинення злочинів. Наступна в порядку поширеності соціальна група — робочі, однак їхня частка знижується . Цей розподіл є відносно стабільним: у 2007 році питома вага осіб без постійного джерела доходу становив 59,6 %.
Освітній рівень злочинців є нижчим, ніж в цілому по населенню. В 2005 році 5,1 % виявлених осіб мали вищу професійну освіту, 19,2 % — середню професійну, 66,2 % — середню загальну або середню основну, 9,5 % — початкову освіту.

### Злочини, вчинені іноземними громадянами
В 1990-х роках зростала кількість злочинців, які не є місцевими жителями. В 1999 році приріст кількості злочинців з числа іноземців і осіб без громадянства становив 36,8 %. Частка злочинців-іноземців зросла з 1,9 % в 1997 році до 2,1 % в 1999 році. При цьому абсолютне число зареєстрованих злочинів проти громадян Росії, скоєних іноземцями, в 2004 році було приблизно в п'ять разів більше числа зареєстрованих злочинів громадян Росії проти іноземців .
За даними на 2012 рік, які наводить сайт МВС, в січні-грудні 2012 року на території Росії зареєстровано 2 302 200 злочинів. Іноземними громадянами та особами без громадянства на території Росії скоєно 42 700 злочинів, що на 5,1 % менше, ніж за січень-грудень 2011.
| Рік               | Зареєстровано злочинів, тис | Розкрито злочинів, тис | Злочини, скоєні іноземними громадянами та особами без громадянства в Росії | Злочини, скоєні іноземними громадянами та особами без громадянства в Росії | Злочини, скоєні громадянами СНД в Росії | Злочини, скоєні громадянами СНД в Росії |
| Рік               | Зареєстровано злочинів, тис | Розкрито злочинів, тис | Кількість, в тис                                                           | Частка в % до зареєстрованих злочинів                                      | Кількість, в тис                        | Частка в % до зареєстрованих злочинів   |
| ----------------- | --------------------------- | ---------------------- | -------------------------------------------------------------------------- | -------------------------------------------------------------------------- | --------------------------------------- | --------------------------------------- |
| 2003              | 2756,4                      | 1518,7                 | 40,6                                                                       | 1,5                                                                        | 37,3                                    | 1,4                                     |
| 2004              | 2893,8                      | 1569,3                 | 48,9                                                                       | 1,7                                                                        | 45,1                                    | 1,6                                     |
| 2005              | 3554,7                      | 1698,7                 | 51,2                                                                       | 1,4                                                                        | 46,6                                    | 1,3                                     |
| 2006              | 3855,4                      | 1794,5                 | 53,0                                                                       | 1,4                                                                        | 47,5                                    | 1,2                                     |
| 2007              | 3582,5                      | 1775,2                 | 50,1                                                                       | 1,4                                                                        | 45,3                                    | 1,3                                     |
| 2008              | 3209,9                      | 1713,4                 | 53,9                                                                       | 1,7                                                                        | 48,8                                    | 1,5                                     |
| 2009              | 2994,8                      | 1 651                  | 58,0                                                                       | 1,9                                                                        | 53,1                                    | 1,8                                     |
| 2010              | 2628,8                      | 1431                   | 49,0                                                                       | 1,9                                                                        | 44,6                                    | 1,7                                     |
| 2011              | 2404,8                      | 1311,8                 | 45,0                                                                       | 1,9                                                                        | 40,5                                    | 1,7                                     |
| 2012              | 2302,2                      | 1252,8                 | 42,7                                                                       | 1,8                                                                        | 37,3                                    | 1,6                                     |
| Середній показник | 3018,3                      | 1400,3                 | 49,2                                                                       | 1,6                                                                        | 44,6                                    | 1,5                                     |

### Організованість злочинності
Опитування населення і експертні оцінки показують, що організованість злочинності збільшується, організована злочинність все міцніше входить в життя великого числа громадян. На запитання, поставлене в ході досліджень, що проводилися в Москві в 1998–1999 роках «Особисто Ви або Ваші рідні, знайомі відчуваєте якимось чином проблему організованої злочинності», 30 % опитаних підприємців і 12 % інших москвичів відповідали, що були потерпілими або свідками організованих злочинів, 30 % і 8 % — що знають організовані угруповання, які вчиняють злочини; знають людей, що входять в злочинні угруповання — 44 % і 16 %, спостерігають злочинну діяльність таких угруповань — 13 % і 3 %; прямо написали, що не користуються послугами таких угруповань, 11 % підприємців; така ж кількість вказала, що член сім'ї або знайомий співпрацює з такою угрупованням, отримуючи пристойні доходи .
Зростала кількість організованих, тобто заздалегідь спланованих злочинів. При цьому такі злочини у значної частини суб'єктів переростали в організовану злочинну діяльність, тобто систему взаємопов'язаних організованих злочинних діянь. В 1997—1998 роках на 13 % збільшилася кількість засуджених за кількома статтями Кримінального кодексу РФ. Активніше стали діяти організовані злочинні формування: злочинні групи, банди, злочинні спільноти. Зросло число скоєних ними злочинів: 1997 рік — 28 497, 1998 рік — 28 688, 1999 рік — 32 858) .
| Динаміка числа ряду зареєстрованих злочинів, характерних для організованих формувань, в Росії в 1997—1999 роках.                                                                                      | Динаміка числа ряду зареєстрованих злочинів, характерних для організованих формувань, в Росії в 1997—1999 роках. | Динаміка числа ряду зареєстрованих злочинів, характерних для організованих формувань, в Росії в 1997—1999 роках. | Динаміка числа ряду зареєстрованих злочинів, характерних для організованих формувань, в Росії в 1997—1999 роках. |
| Злочини | 1997 р | 1998 р | 1999 р |
| --- | --- | --- | --- |
| Вбивство за наймом (ст. 105, ч. 2, п. «З») | 132 | 152 | 155 |
| Вбивство, вчинене організованою групою (ст. 105, ч. 2, п. «Ж») | немає даних | 128 | 198 |
| Викрадення людини (ст. 126) | 1140 | 1415 | 1 554 |
| Незаконне позбавлення волі (ст. 127) | 1010 | 1278 | 1417 |
| Виготовлення або збут підроблених грошей або цінних паперів (ст. 186) | 7911 | 10 644 | 9311 |
| Виготовлення або збут підроблених кредитних або розрахункових карт чи інших платіжних документів (ст. 187)                                                                                            | 130 | 150 | 309 |
| Контрабанда (ст. 188) | 3375 | 3525 | 3982 |
| Незаконний обіг дорогоцінних металів, природних дорогоцінних каменів або перлів (ст. 191) | 1785 | 1645 | 1730 |
| Бандитизм (ст. 209) | 374 | 513 | 523 |
| Організація злочинного співтовариства (злочинної організації) (ст. 210) | 48 | 84 | 162 |
| Злочини, пов'язані з контрабандою, незаконним обігом, виготовленням, розкраданням або вимаганням зброї, боєприпасів, вибухових речовин і вибухових пристроїв (ст. 188, ч. 2, 3, 4, ст. 222, 223, 226) | 56 380 | 65 911 | 73 179 |
| Злочини, пов'язані з незаконним обігом наркотичних засобів або психотропних речовин, сильнодіючих або отруйних речовин (ст. 228, 229, 234)                                                            | 176 215 | 181 481 | 206 874 |
| Організація або утримання місць розпусти для занять проституцією (ст. 241) | 109 | 124 | 130 |
| Підробка або знищення ідентифікаційного номера транспортного засобу (ст. 326) | 571 | 1029 | 1231 |

За експертними оцінками, зростає число «кримінальних авторитетів», «злодіїв в законі», «положенців» та інших осіб, що займають високе місце в  кримінальній ієрархії: 1997 рік — 1500, 1998 рік — 1560, 1999 рік — 1106.  З них до відповідальності були притягнуті в 1997 році — 31, в 1998 році — 18, в 1999 році — 68 (в результаті засуджено — 18). В 2000 році звинувачення в організації злочинного співтовариства або участі в ньому були пред'явлені 91 людині .
За даними МВС, в 2000 рік у в Росії діяло 130 особливо небезпечних злочинних спільнот, в які входили 964 організовані групи з загальною чисельністю учасників понад 7,5 тисяч осіб; при цьому в 2001 році правоохоронними органами було притягнуто до відповідальності 11,5 тисячі лідерів і активних учасників організованих злочинних груп.
Організована злочинність в 1990-х роках політизувалася. Організовані злочинні формування прагнули «просунути» своїх довірених осіб на державні посади різного ступеня важливості, а де це неможливо — корумпувати державних та інших службовців шляхом виплати їм регулярного змісту без конкретизації послуг, які можуть від них знадобитися.
Організована злочинність також брала участь в економічному житті країни: відбувалося злиття правомірних і злочинних капіталів . У прийнятій в березні 1998 року Постанові Державної Думи «Про подолання кризи в економіці Російської Федерації і про стратегію економічної безпеки держави» зазначалося, що злочинними угрупованнями контролюється до 40 % підприємств, заснованих на приватній формі власності, 60 % державних підприємств і до 85 % банків.
Крім цього, російська організована злочинність набувала транснаціональний характер, стаючи одним з ланок світової кримінальної системи: вона діє в 44 країнах світу, укладаючи там з місцевими мафіозними структурами угоди про спільні кримінальні дії у сфері торгівлі нафтопродуктами, відмивання грошей, створення каналів нелегальної міграції, торгівлі людьми, контрабанди і наркобізнесу.

### Злочинність в РФ та інших країнах світу

Коефіцієнти зареєстрованої злочинності на 100 тис. осіб з різних видів злочинів в Росії і в інших країнах світу

Різниця злочинності між країнами світу досить велика. При розгляді даних про загальну кількість злочинів і співвідношенні їхніх видів між різними країнами необхідно враховувати неповну їхню порівнянність, яка визначається як особливостями регламентації злочинів в законодавстві, так і тонкощами обліку злочинності. Наприклад, навіть таке «спільне» для всіх країн світу діяння, як вбивство, статистично розуміється неоднаково: в США вбивства враховуються за жертвами, а в Росії щодо подій; в Росії замахи на вбивство входять в загальний статистичний показник, а в США класифікуються як звичайний напад; в США смерть людини, що настала після заподіяння тілесних ушкоджень кваліфікується як вбивство, а в Росії вона може бути кваліфікована як заподіяння тяжкої шкоди здоров'ю, що спричинило смерть. Відмінності також можуть бути обумовлені різним рівнем латентності злочинів. Зважаючи на це до прямих зіставлень рівня злочинності слід ставитися з великою обережністю.
| Коефіцієнти зареєстрованої злочинності на 100 тис. осіб з різних видів злочинів в Росії і в інших країнах світу | Коефіцієнти зареєстрованої злочинності на 100 тис. осіб з різних видів злочинів в Росії і в інших країнах світу | Коефіцієнти зареєстрованої злочинності на 100 тис. осіб з різних видів злочинів в Росії і в інших країнах світу | Коефіцієнти зареєстрованої злочинності на 100 тис. осіб з різних видів злочинів в Росії і в інших країнах світу | Коефіцієнти зареєстрованої злочинності на 100 тис. осіб з різних видів злочинів в Росії і в інших країнах світу | Коефіцієнти зареєстрованої злочинності на 100 тис. осіб з різних видів злочинів в Росії і в інших країнах світу |
| вид злочинів | Росія (2008) | США (2008) | Велика Британія (2000)                                                                                          | Франція (2000)                                                                                                  | Німеччина (2000)                                                                                                |
| --- | --- | --- | --- | --- | --- |
| Вбивство | 14,1 | 5,4 | 1,4 | 1,7 | 1,1 |
| Зґвалтування | 4,4 | 29,3 | 14,2 | 13,9 | 9,1 |
| Розбій | 24,9 | 145,3 | 157,4 | 40,1 | 72,1 |
| Вид злочинів | Україна (2000)                                                                                                  | Польща (2000)                                                                                                   | Індія (2000) | ПАР (2000) | Японія (2000)                                                                                                   |
| Вбивство | 9,4 | 5,6 | 3,4 | 49,6 | 0,5 |
| Зґвалтування | 2,4 | 6,2 | 1,4 | 119,5 | 1,8 |
| Розбій | 45,6 | 138,8 | 2,6 | 444,3 | 4,1 |

### Короткий аналіз основних тенденцій злочинності в 2000—2007 році
Оскільки політичний і економічний курс держави у розглянутий період не зазнав радикальних змін в порівнянні з кінцем 1990-х років, в цілому зберігаються і тенденції злочинності цього періоду. Проте, вимагають пояснення наступні статистичні аномалії:
- Більш низькі в порівнянні з попереднім періодом показники числа зареєстрованих злочинів і виявлених осіб в 2002–2004 роках.
- Різке збільшення розбіжності між показниками числа зареєстрованих злочинів і числа виявлених осіб, які їх вчинили, що стало помітним в період з 2003 по 2007 рік.

У літературі немає чіткого пояснення причин першої з цих аномалій. З одного боку, відзначається, що в 2003–2004 роках були декриміналізовані багато вельми поширені злочинні діяння. Так, тільки зміни в Кримінальний кодекс РФ, внесені в грудні 2003 року, послужили підставою звільнення 151 тисячі засуджених. З іншого боку, тими ж вченими вказується, що зниження числа виявлених осіб також може відображати «певну стабілізацію соціально-економічного та політичного становища в країні».
Ще складніше йде питання з другою з аномалій. Вказується, що в 2002–2005 роках було вжито заходів щодо поліпшення реєстраційної дисципліни (зокрема, пов'язані з посиленням контролю над винесенням постанов про відмову від порушення кримінальної справи), «природним і запрограмованим» наслідком яких з'явився значне зростання числа зареєстрованих злочинів. Однак для точного з'ясування причин таких змін статистичних показників необхідні додаткові дослідження.
В цілому слід зазначити, що виявлення дійсних тенденцій злочинності, її причин і умов, характеру інших пов'язаних з нею явищ можливо тільки шляхом аналізу динаміки показників за тривалий часовий період (мінімум 5-10 років). Зважаючи на це слід вкрай обережно ставитися до передчасних спроб аналізу факторів, що впливають на поточний стан злочинності.

## Характеристика засуджених за кримінальні злочини на початок 2010-х років
У 2014 році Судовий департамент при Верховному суді Російської Федерації вперше опублікував дуже докладну статистику по соціально-демографічній характеристиці засуджених, а також систематизував дані про місце і спосіб вчинення ними злочинів за 2013 рік (у межах РФ на 1 січня 2013 року). Всього судами РФ в 2013 році були засуджені 735 590 осіб (з них 29 198 неповнолітніх).

### Рівень освіти засуджених
Переважна більшість засуджених мають рівень освіти в середньому набагато нижчий, ніж інша частина населення Росії. У 2013 році в Росії серед 706 392 повнолітніх засуджених лише 58 339 (8,3 %) мали вищу та неповну вищу освіту. При цьому серед повнолітнього населення Росії (за даними перепису 2010) особи з вищою та неповною вищою освітою становили 28,5 % повнолітніх осіб, що вказали рівень освіти.
При цьому за 2013 рік частка осіб з вищою та неповною вищою освітою виявилася ще нижче серед повнолітніх засуджених за насильницькі злочини:
- Умисне вбивство (ст. 105 КК РФ) — 5,4 %
- Умисне заподіяння тяжкої шкоди здоров'ю (ст. 111 КК РФ) — 5,0 %
- Катування (ст. 117 КК РФ) — 4,3 %
- Зґвалтування (ст. 131 КК РФ) — 4,5 %
- Насильницькі дії сексуального характеру (ст. 132 КК РФ) — 7,7 %
- Розбій (ст. 162 КК РФ) — 5,0 %

Зате серед повнолітніх засуджених багато осіб, які не мають повної середньої освіти (в тому числі початкової) — 22,4 % всіх повнолітніх засуджених в 2013 році. Згідно з переписом 2010 року в Росії особи з таким рівнем освіти становили 20,4 % повнолітніх осіб, що вказали рівень освіти. Засуджені, які мають таку освіту (початкова, неповна середня і без освіти) становили серед засуджених за насильницькі злочини:
- Умисне вбивство (ст. 105 КК РФ) — 29,9 %
- Умисне заподіяння тяжкої шкоди здоров'ю (ст. 111 КК РФ) — 27,2 %
- Катування (ст. 117 КК РФ) — 29,6 %
- Зґвалтування (ст. 131 КК РФ) — 35,1 %
- Насильницькі дії сексуального характеру (ст. 132 КК РФ) — 33,2 %
- Розбій (ст. 162 КК РФ) — 32,0 %

### Алкоголь
Переважна більшість осіб, засуджених за злочини, зробили їх в тверезому стані. З 735 590 засуджених в 2013 році лише 174 998 (23,8 %) скоїли злочин в стані алкогольного сп'яніння. Проте, серед засуджених в 2013 році за насильницькі злочини, особи, які вчинили злочин у п'яному вигляді, становили значну частку:
- Умисне вбивство (ст. 105 КК РФ) — 72,0 %
- Умисне заподіяння тяжкої шкоди здоров'ю (ст. 111 КК РФ) — 66,8 %
- Катування (ст. 117 КК РФ) — 68,9 %
- Зґвалтування (ст. 131 КК РФ) — 65,3 %
- Насильницькі дії сексуального характеру (ст. 132 КК РФ) — 52,1 %

### Наркотичне сп'яніння
Частка засуджених, які вчинили злочин у стані наркотичного (або іншого, крім алкогольного) сп'яніння, в 2013 році в Росії виявилася незначною — 5786 осіб (0,8 % засуджених).

### Жінки
Як і в інших країнах світу, жінок серед засуджених в РФ набагато менше, ніж чоловіків. У 2013 році в Росії було засуджено 109 805 жінок (15,0 % засуджених). Найбільш значна частка жінок була серед засуджених за деякі ненасильницькі злочини:
- Присвоєння або розтрата (ст. 160 КК РФ) — 43,3 %
- Шахрайство (ст. Ст. 159—159.6 КК РФ) — 35,0 %
- Злісне ухилення від сплати аліментів (ст. 157 КК РФ) — 27,2 %
- Одержання хабаря (ст. 290 КК РФ) — 22,6 %

### Іноземні громадяни
Переважна засуджених в Росії за злочини в 2013 році становили громадяни РФ. Частка іноземців та апатридів серед засуджених була невелика — 4,1 % в 2013 році (30352 осіб). Причому частка жінок серед засуджених негромадян РФ була невелика — 10,6 %, що майже в 1,5 рази нижче частки жінок серед всіх засуджених. З засуджених негромадян Росії більшість (21 575 осіб) становили громадяни країн СНД. Засуджені, які не мають громадянства Росії, в 2013 році становили помітну частку засуджених (більше 10 %) в основному за такі злочини:
- Давання хабаря (ст. 290 КК РФ) — 26,5 %
- Зґвалтування (ст. 131 КК РФ) — 11,4 %

Вкрай низькою (менше 1 % від загального числа засуджених) була частка осіб, які не мають російського громадянства, серед засуджених за катування (0,6 %), розтрату (0,5 %), незаконний видобуток водних тварин і рослин (0,5 %).

### Повторність скоєння злочину
Серед засуджених мало осіб, які раніше отримували умовно-дострокове звільнення від відбування покарання в вигляді позбавлення волі або умовне покарання. У 2013 році тільки 38539 засуджених (5,2 %) раніше були звільнені умовно-достроково від відбування покарання і 49925 засуджених (6,4 %) не відбули умовне засудження до позбавлення волі.

### Вік засуджених
Частка осіб певної вікової категорії серед засуджених істотно відрізняється від частки представників цієї ж вікової категорії в населенні Росії. Наприклад, особи у віці 18 — 24 років становлять 23,5 % засуджених в РФ за 2013 рік. При цьому особи цієї вікової категорії становили тільки 13,1 % жителів Росії старше 14 років (за переписом 2010 року). Також багато засуджених серед осіб у віці 25 — 29 років. У 2013 році особи цієї вікової категорії становили 19,8 % засуджених і тільки 9,8 % жителів РФ старше 14 років (за переписом 2010 року). А ось серед осіб у віці 50 років і старше засуджених мало. За переписом 2010 року в Росії особи у віці 50 і більше років становили 38,8 % жителів старше 14 років, а серед засуджених в 2013 році тільки 7,9 %.

### Місце скоєння злочину
У 2013 році було 208 926 осіб, засуджених за злочини, вчинені в сільській місцевості — 28,4 % засуджених. Осіб, засуджених за злочини в адміністративних центрах регіонів РФ, було більше — 261 256 осіб (35,5 % засуджених).

### Посібники і монографії
- Долгова А. И. Глава 6. Характеристики преступности в России // Криминология: Учебник для вузов / Под общ. ред. А. И. Долговой. — 3-е, перераб. и доп. — М. : Норма, 2005. — 912 с. — 5000 прим. — ISBN 5-89123-931-0.
- Криминология: Учебник / Под ред. В. Н. Кудрявцева и В. Е. Эминова. — СПб., М., 2005. — 734 с. — ISBN 5-7975-0647-5.
- Долгова А. И. Криминологические оценки организованной преступности и коррупции, правовые баталии и национальная безопасность. — М., 2011. — 668 с. — ISBN 978-5-87817-069-7.
- Лунеев, Виктор Васильевич. Преступность XX века. Мировые, региональные и российские тенденции: Мировой криминологический анализ. — М., 1997. — 525 с.
- Остроумов С. С. Преступность и её причины в дореволюционной России. — М., 1960. — 338 с.
- Преступность в России начала XXI века и реагирование на неё / Отв. ред. А. И. Долгова. — М., 2004. — 124 с.
- Преступность, организованная преступность и проблемы безопасности / Под ред. А. И. Долговой. — М., 2010. — 248 с. — ISBN 978-5-87817-066-6.
- Состояние и тенденции преступности в Российской Федерации: Криминологический и уголовно-правовой справочник / под общ. ред. А. Я. Сухарева, С. И. Гирько. — М. : НИИ проблем укрепления законности и правопорядка при Генеральной прокуратуре РФ; ВНИИ МВД России, департамент уголовного розыска МВД России, 2007. — 383 с. — ISBN 5-377-00024-2.

### Статті
- Лунеев В. В. Особенности современной преступности в России // Куда пришла Россия? Итоги социальной трансформации / Под общей редакцией Т. И. Заславской. — М. : МВШСЭН. — № 2003. — С. 263—271. Архівовано з джерела 5 серпня 2014.
- Овчинский В. С. Российская организованная преступность (мафия) как форма социальной организации жизни // Электронный научный журнал «Знание. Понимание. Умение». — М. : МосГУ, 2010. — № 3 — Социология. [www.peeep.us/518de7ff Архівовано] з джерела 5 серпня 2014.
- Степашин С. В. Преступность в России как она есть // Российская юстиция. — М. : Юрид. лит., 1999. — № 6. — С. 35-37. Архівовано з джерела 5 серпня 2014.